# William H. Peirce
Pour les articles homonymes, voir Peirce.
William H. Peirce est un ingénieur américain qui a contribué au développement de la production du cuivre au début du XXe siècle. Il est connu pour sa contribution à l'invention du convertisseur Peirce-Smith.

## Biographie
Il rejoint la Baltimore Copper Smelting & Rolling Company en 1890, en devient le vice-président en 1895, avant d'en devenir le président. Sous sa direction, l'entreprise devient un des principaux producteur de cuivre des États-Unis. Puis, en 1928, elle fusionne avec 5 autres producteurs de cuivre pour constituer la Revere Copper Company and Brass Incorporated (en).
Il est vice-président, directeur et membre du comité exécutif de la Revere Co de 1928, jusqu'à sa démission en 1933.
Âgé, il décède en 1944, considéré comme « l'un des principaux métallurgiste de son époque ».

## Invention du convertisseur Peirce-Smith

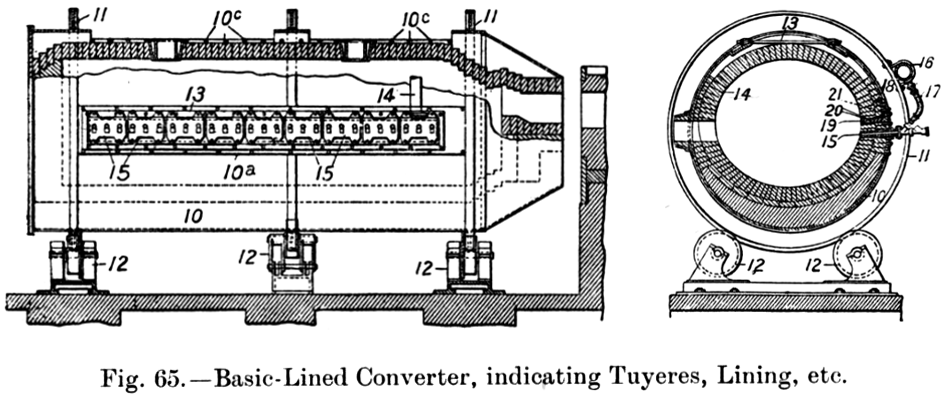
Vues en coupe d'un convertisseur Peirce-Smith.

Le convertisseur Peirce-Smith, développé en 1908, améliore significativement l'affinage du cuivre. Avant son invention, le convertisseur était un réacteur cylindrique, revêtu d'une couche réfractaire de sable et d'argile. Il a été développé par deux ingénieurs français, Pierre Manhès et Paul David, de 1880 à 1884. Leur procédé d'affinage du cuivre est directement inspiré du procédé Bessemer. Dans ce réacteur chimique, l'air est insufflé dans une « matte », un mélange de fer, de cuivre et de soufre, jusqu'à devenir un « blister », un alliage contenant 99 % de cuivre. Mais le laitier basique produit lors du soufflage se combine avec le réfractaire acide car siliceux, causant ainsi une usure très rapide du revêtement.
Un revêtement interne basique présente l'avantage de ne pas réagir avec le laitier produit pendant le soufflage. Si l'idée est, encore une fois, empruntée à la sidérurgie, où le procédé Thomas est un succès depuis 1877, son application dans l’affinage du cuivre n'est pas évidente. Beaucoup, comme Ralph M. Baggaley à la Pittsmont Smelter, parviennent à des résultats techniquement convaincants mais renoncent avant d'arriver à une invention parfaitement aboutie. En 1901, le chimiste Elias Anton Cappelen Smith est embauché à la Baltimore Copper Smelting & Rolling Company. Il reprend les essais sous la direction de Peirce, et met enfin au point l'utilisation d'un matériau réfractaire basique (en briques magnésiennes) adapté au procédé d'affinage de la matte.
La durée de vie du revêtement réfractaire augmente alors radicalement. Dans certains cas, le réfractaire basique tient en effet 2 500 tonnes là où le précédent réfractaire acide ne tenait qu'une dizaine de tonnes. Une baisse du coût de la conversion, de 15–20 dollars à 4–5 dollars, a été parfois rapporté.
Le convertisseur Peirce-Smith remplace alors rapidement les convertisseurs Manhès-David : en mars 1912, la Peirce-Smith Converting Co. clame que « plus de 80 % du cuivre produit dans [les États-unis] est converti, soit dans des convertisseurs Peirce-Smith, ou dans des convertisseurs Manhès-David revêtus, sous licence, de réfractaires basiques dans les vieilles enceintes [conçues pour un] revêtement acide ». Cette entreprise ne va pourtant toucher aucune redevance, mais la situation tournera bientôt à son avantage :
« Dans les deux années qui suivirent, toutes les grandes entreprises utilisaient le nouveau convertisseur, mais il n'arriva à aucune de payer des redevances aux inventeurs. En cela, elles ne faisaient que se conformer à la tradition : aucune compagnie du cuivre en Amérique n'avait jamais payé un inventeur pour user du privilège d'utiliser ses découvertes. Dans le cas du convertisseur, en tout cas, elles faisaient une erreur. La Peirce-Smith Co. décidant de faire un exemple, attendit patiemment que tous installent leur convertisseur, et intenta alors un procès au sénateur du Montana, W. A. Clark, et à sa United Verde Copper Company. Le résultat fut un cas classique de l'histoire du système des brevets américains, et les 4 volumes du jugement constituent un véritable manuel de métallurgie. Peirce et Smith furent totalement reconnus comme les inventeurs du réfractaire basique. Le sénateur Clark fut moins heureux. La Peirce-Smith Converting Company lui avait demandé initialement 40 000 dollars ; la requête avait été rejetée. Après le procès, l'entreprise de Clark lui versa 850 000 dollars,. »
— Kenneth O. Bjork, Elias Anton Cappelen Smith
Le convertisseur Peirce-Smith est encore utilisé de nos jours, bien qu'il ait beaucoup évolué depuis. En 2010, avec 250 unités opérationnelles dans le monde, les convertisseurs Peirce-Smith assurent 90 % de l'affinage des mattes cuivreuses

## Distinction
En 1931, Peirce, encore président de la Baltimore Copper Smelting & Rolling Co., ainsi que de la President of the Peirce-Smith Converter Company et vice-président d'American Smelting & Refining Company, reçoit la médaille James Douglas, pour « ses nombreuses améliorations d'équipements de fusion, d'affinage et de laminage du cuivre ».